# Vocales (poema)
Vocales es un soneto en alejandrinos escrito entre 1870 y 1871 por el poeta francés Arthur Rimbaud. Fue publicado por primera vez en la revista Lutèce por Paul Verlaine, el 5 de octubre de 1883. Es uno de los poemas más famosos de Rimbaud. En él, el poeta le da un color a cada una de las vocales, siendo: A negra, E blanca, I roja, U verde y O azul (apareciendo la O al final, en vez de la U).

## Interpretaciones
Existen innumerables interpretaciones del poema, desde las que señalan un carácter sinestésico en sus versos, hasta las que lo relacionan con el ocultismo. Sin embargo, lo que sí está del todo claro es que el poema buscaba ilustrar la teoría de las Correspondencias de Charles Baudelaire, al que Rimbaud había llamado "el rey de los poetas, un verdadero dios". Ésta pregonaba que entre sonidos, colores, perfumes y sensaciones existían conexiones, llamadas correspondencias, las cuales sólo el poeta podía entrever.
Hoy en día la mayoría de los críticos están de acuerdo en que en el poema Rimbaud simplemente creó una innovación poética por medio de la relación entre las vocales y las evocaciones que éstas le producían. El propio Paul Verlaine dijo en su momento: "Yo, que conocí a Rimbaud, sé que no le habría molestado que la A fuera roja o verde. Él la veía así y eso es todo."
Según esta interpretación, no hay que pensar que Rimbaud creía necesariamente en que esos fueran los colores que correspondían a las vocales, sino que más bien los eligió por cuestión de gustos propios y evocaciones personales.
Otro punto que genera cierta discordancia entre las interpretaciones es la razón por la cual Rimbaud colocó la vocal U antes de la O. La explicación tradicional es que lo hizo para evitar el hiato bleu-U, sin embargo, también se ha dicho que la razón es que la O, en el transcurso del poema, se transforma en la letra Omega, sinónimo de eternidad y última letra del alfabeto griego, quedando así explicado porqué Rimbaud la ubicó al final.

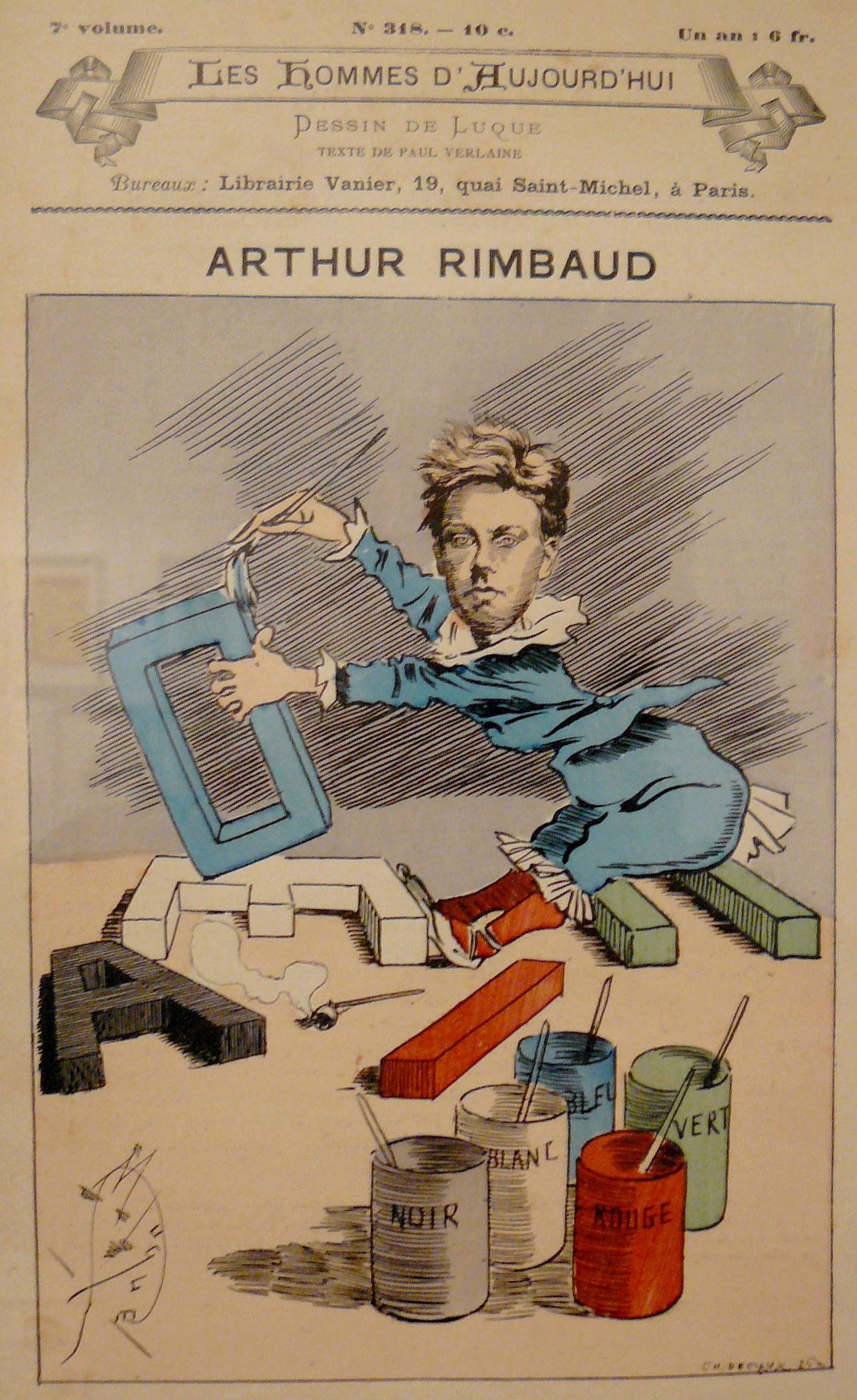
Caricatura de Rimbaud por Luque, Les Hommes d'aujourd'hui

### Significado de los colores
A negra: La interpretación más aceptada respecto a esto es la similitud entre el sonido de la A y la palabra 'negra' (noir en francés). Las imágenes de esta sección: moscas, cadáveres en estado de putrefacción; dan al color negro un sentido negativo, que ya se había visto en el poema de Baudelaire, Una carroña.
E blanca: La E es blanca, según la mayoría de críticos, para dar un fuerte contraste respecto a la vocal anterior; como lo darán también las imágenes, entre las cuales están el candor, reyes, lanzas glaciales, etc. Existe cierto espíritu parnasiano en esta parte.
I roja: Se interpreta el color rojo en la I como signo de vida, en particular el cuerpo humano (que de pie forma una especie de I); esto es notable por la aparición en el poema de las palabras 'sangre', 'labios', 'risas' y 'cóleras', aspectos pertenecientes netamente al hombre. Hay quienes encuentran rasgos románticos aquí.
U verde: Según los críticos, la forma de la vocal U evoca ciclos, el movimiento de la marea y el paso del viento sobre las praderas; por lo que queda explicado la presencia del color verde. La frente arrugada de los viejos, de la que habla el poema, fue calificada ya como verde en el poema Los sentados de Rimbaud. Es también este terceto, junto con el próximo, considerado por algunos como una parodia del estilo con el que escribía Víctor Hugo.
O azul: La O es azul porque representa el cielo, el infinito. Esto por la inmediata asimilación entre la vocal O y la letra griega Omega. El hecho de que la palabra Clarín vaya escrita en mayúscula hace pensar en el clarín del Apocalipsis, aunque esto podría ser otra parodia a Víctor Hugo, que solía escribir sobre el tema.
La tan famosa frase final ¡Oh, la Omega, reflejo violeta de Sus Ojos! tiene varias interpretaciones. Algunos críticos señalan que, al estar hablando del infinito en el último terceto, debe referirse a Dios; otros aseguran que es la imagen ideal femenina, como lo aseveró Delahaye, un amigo de Rimbaud. Aunque lo más probable, tomando en cuenta la vaguedad de la frase, es que Rimbaud simplemente lo haya escrito como una burla más.